# Mellantjärnen (Harmångers socken, Hälsingland)
Mellantjärnen är en sjö i Nordanstigs kommun i Hälsingland och ingår i Harmångersåns huvudavrinningsområde.